# BIS Baskets Speyer
O Basketball Internat Speyer e.V., também conhecido como Ahorn Camp BIS Baskets Speyer é um clube de basquetebol baseado em Speyer, Alemanha que atualmente disputa a 2.Bundesliga ProB, correspondente à terceira divisão do país. Manda seus jogos no Sporthalle Nord.

## Histórico de Temporadas
| Temporada | Nível | Liga         | Pos. | Resultado         |
| --------- | ----- | ------------ | ---- | ----------------- |
| 2008-09   | 3     | ProB         | 16   |                   |
| 2009-10   | 3     | ProB         | 16   | Rebaixado         |
| 2010-11   | 3     | Regionalliga | 10º  |                   |
| 2011-12   | 3     | Regionalliga | 3º   |                   |
| 2012-13   | 3     | Regionalliga | 3º   | Promovido         |
| 2013-14   | 3     | ProB         | 11º  |                   |
| 2014–15   | 3     | ProB         | 11º  |                   |
| 2015–16   | 3     | ProB         | 11º  | Rebaixado         |
| 2016–17   | 4     | Regionalliga | 6º   |                   |
| 2017-18   | 4     | Regionalliga | 2º   |                   |
| 2018-19   | 4     | Regionalliga | 1º   | Promovidocampeão  |
| 2019-20   | 3     | ProB         | 7º   |                   |
| 2020-21   | 3     | ProB         | 9º   |                   |
| 2021-22   | 3     | ProB         | 5º   |                   |
| 2022-23   | 3     | ProB         | 6º   | Oitavas de finais |
| 2023-24   | 3     | ProB         | 8º   | Oitavas de finais |
| 2024-25   | 3     | ProB         | 4º   | Quartas de fioais |
| 2025-26   | 3     | ProB         |      |                   |

fonte:eurobasket